# Pere del Mont Atos
Pere del Mont Atos (Imperi Romà d'Orient, ca. 650 - Mont Atos, 734) fou el primer ermità que s'establí al Mont Atos. És venerat com a sant a diverses confessions cristianes.

## Hagiografia
La majoria de relats que se'n conserven són llegendaris i poc versemblants, principalment en una vida del segle x. Segons ells, Pere era soldat romà d'Orient i fou pres pels musulmans, potser cap al 667, i empresonat a Samarra. En fou alliberat amb l'ajut miraculós de Sant Simeó el Just. Marxà llavors a Roma a visitar la tomba de Sant Pere, i per complir la promesa feta, prengué l'hàbit monàstic, que rebé de mans del papa, cap al 681, que el formà en qüestions de religió.
Tingué una visió de la Mare de Déu, que li digué que anés al Mont Atos, i s'hi establí fent vida eremítica durant cinquanta anys, fins que morí en llaor de santedat. El trobà un caçador, que volgué imitar-lo i tornà un anys
 després per restar-hi, trobant-lo llavors mort, cap al 734.

## Veneració
És venerat el 12 de juny a les esglésies ortodoxes i les catòliques (on, però, no té un dia assignat al calendari). Les seves restes foren portades al monestir de Climent i, més tard, a l'església de Kariès, al Mont Atos; les restes, robades per dos monjos, foren portades a Fotokami (Tràcia).